# Malabári fütyülőrigó
A malabári fütyülőrigó (Myophonus horsfieldii) a madarak osztályának verébalakúak (Passeriformes) rendjébe és a légykapófélék (Muscicapidae) családjába tartozó faj.

## Rendszerezése
A fajt Nicholas Aylward Vigors ír zoológus írta le 1831-ben. Használták a Myiophonus horsfieldii nevet is.

## Előfordulása
Dél-Ázsiában, India területén honos. Természetes élőhelyei a szubtrópusi vagy trópusi hegyi esőerdők, folyók és patakok környékén, valamint ültetvények. Állandó, nem vonuló faj.

## Megjelenése
Testhossza 30 centiméter, testtömege 100-130 gramm.
|  |

## Természetvédelmi helyzete
Az elterjedési területe nagyon nagy, egyedszáma még ismeretlen. A Természetvédelmi Világszövetség Vörös listáján nem fenyegetett fajként szerepel.